# Miloslav Holub
Miloslav Holub (27. února 1915 Běchovice – 12. března 1999 Ostrava) byl český herec, režisér, divadelní ředitel a pedagog.

## Biografie
Miloslav Holub se narodil v době první světové války 27. února 1915 jako druhorozený syn řídícího učitele Václava Holuba a jeho ženy Marie (rozené Leflerové). Místem jeho narození se stala obec Běchovice ležící na východních hranicích Prahy (a od roku 1974 připojená k Praze). V Běchovicích prožil celé své dětství a mládí v prostředí trojtřídní venkovské školy, kterou dal postavit jeho dědeček Václav Lefler (povoláním kovář, který se stal starostou obce), a kde jeho otec (původem z Drahoňova Újezdu na Zbirožsku) působil od svých učitelských prvopočátků až do odchodu do důchodu. Vedle svého učitelského povolání byl jeho otec rovněž výraznou kulturní osobností obce a zapáleným ochotníkem, který jako režisér a organizátor vedl místní ochotnický soubor. Zásluhou otce se jako teprve pětiletý objevuje poprvé na jevišti. Stalo se tak v pohádce Za živa do nebe, kde si zahrál čertíka. V pozdějších letech pomáhal svému otci v různých funkcích při přípravách představení a čím dál častěji byl obsazován i do rolí. Divadlu tak byl nablízku po celou dobu svého studia na základní škole a později na i gymnáziu. Již v době studia na gymnáziu v Českém Brodě byl rozhodnut věnovat se hereckému povolání, dokonce chtěl kvůli tomu přerušit své studium na gymnáziu. Jeho rozhodnutí se však nesetkalo s pochopením otce, který by rád svého syna viděl na studiích medicíny. Nakonec od svého úmyslu přerušit studium ustoupil a úspěšně na českobrodském gymnáziu odmaturoval. Sám po letech na svůj spor s otcem zavzpomínal: 
Kolikrát jsme o tom spolu mluvili, kolikrát mi musel opakovat: Dobře, rozhodni se, jak chceš, třeba jdi na konzervatoř, ale nejdříve si musíš dodělat střední školu, abys měl maturitu! Zřejmě v sobě choval naději, že během posledních let na gymnáziu zmoudřím a rozhodnu se pro jiné povolání. Jeho snem bylo, abych šel na medicínu. Ovšem v tom jsem ho velice zklamal, protože během těch tří let – od sexty do maturity – se ve mně můj původní záměr naopak upevnil, daleko a daleko více o každý nový divadelní zážitek. Takže po maturitě jsem ihned jel do Prahy a úspěšně vykonal přijímací zkoušku na dramatické oddělení konzervatoře.

### Studium konzervatoře
Po vykonání maturitní zkoušky se vydal zkusit štěstí ke zkouškám na dramatické oddělení pražské konzervatoře. Před přijímací komisí recitoval Bezručova Bernarda Žára a jeho Slezské lesy a Wolkerovy Žně. Po úspěšně složené přijímací zkoušce nastoupil v roce 1936 na konzervatoř ke studiu herectví. Mezi jeho pedagogy, kteří jej nejvíce ovlivnili, nalezneme taková jména českého divadla jako Jiří Plachý, Anna Iblová nebo Milan Svoboda. Vedení školy mu umožnilo kontrahovat první a druhý ročník, čímž zkrátil dobu svého studia o jeden rok. Od samého začátku studia na konzervatoři se objevoval ve školních představeních. První Holubovou školní rolí byl šumař Valenta v Tylově Paličově dceři. Následovala role Zbyška ve hře polské autorky Gabriely Zapolské Morálka paní Dulské. „Konzervatoristé udělili svou Morálkou paní Dulské lekci mnohým již usazeným hercům velkých scén, neboť dovedli vložit do známé komedie několik nových tónů a jako celek vyladili představení nad hranicemi realistického pojetí. Režisér Svoboda nepotlačil přirozený sklon jednotlivých hereckých projevů. Jinému představení snad by bylo proto možno vytknout roztříštěnost, ale právě v tomto večeru, kdy v hledišti sedí divadelníci, hledajíce v absolventském dorostu nové lidi, to bylo na prospěch skutečným talentům.“ Tato slova chvály o představení si můžeme přečíst v recenzi uveřejněné v dobovém tisku.
V posledních dvou ročnících mu bylo jako elévovi umožněno vystupovat v menších rolích v inscenacích Národního divadla. V průběhu dvou let dostal na prknech naší první scény celkem čtrnáct hereckých příležitostí, a to pod vedením takových režisérů jakými byli Jiří Frejka, Karel Dostal, Vojta Novák, Aleš Podhorský nebo Jan Bor. Jeho hereckými kolegy se v nich stávají takové osobnosti českého divadla jako Jaroslav Průcha, Zdeněk Štěpánek, Saša Rašilov, Eduard Kohout, Bedřich Karen, Jan Pivec, František Smolík, Ladislav Pešek, Stanislav Neumann nebo Hugo Haas. S mnohými z nich navázal i osobní přátelství, která vydržela až do konce života.
Jako absolventské představení ročníku Miloslava Holuba byla vedoucím pedagogem režisérem Milanem Svobodou zvolena hra americké autorky Lillian Hellmanové Vražedná lež. Příběh, který autorka napsala na základě skutečných událostí, nás zavádí do dívčího ústavu, kde jedna z chovanek se rozhodne své „nespravedlivé“ potrestání pomstít tak, že lží veřejně zdiskredituje dvě vedoucí ústavu, když je obviní z lesbického vztahu a zapříčiní tak smrt jedné z nich. Holub zde ztělesnil jedinou mužskou roli v příběhu – doktora Cardina, snoubence jedné z obviněných žen. Jeho výkon neušel pozornosti recenzenta v dobovém tisku, který o jeho výkonu napsal: „interpret ji obdařil značnou pozorností a překvapující civilností a jistotou, rozvážností v konverzaci i ve vzrušeném dialogu, vyspělým k prohloubení charakteristiky směřujícím výrazem“. Studium na konzervatoři zakončil Miloslav Holub v roce 1939 absolutoriem a hned vzápětí přišly první nabídky na angažmá.
Zpočátku působil jako herec a režisér v Pardubicích, krátce hrál i na Kladně, na konci 2. světové války se stal ředitelem pardubického divadla. V letech 1948 až 1949 krátce působil i v Brně (Svobodné divadlo, dnes Městské divadlo Brno), od roku 1949 až do roku 1986 hrál a režíroval ve Státním divadle v Ostravě, kde v letech 1954 až 1956 zastával pozici jeho uměleckého ředitele. Často spolupracoval s ostravskými studii Československého rozhlasu a Československé televize, vyučoval i na ostravské konzervatoři, kde vedl její hudebně dramatické oddělení, které pomáhal založit.

### Před filmovou a televizní kamerou
Ve filmu se začal Miloslav Holub objevovat od druhé poloviny 40. let 20. století a za svou dlouhou kariéru v něm vytvořil na čtyři desítky rolí. Poprvé se filmovým divákům představil ještě jako člen Východočeského národního divadla v Pardubicích. To se psal rok 1947 a režisér Jiří Weiss jej obsadil do role vraždícího poštmistra Johanna Zeislera ve válečném dramatu Uloupená hranice. Další nabídky z barrandovského studia na sebe nenechaly dlouho čekat. Po menších rolích ve filmech Pan Habětín odchází (1949), Poslední výstřel (1950) a Zocelení (1950) mu režisér Martin Frič nabídl další zajímavou a opět zápornou roli gestapáka Antona Dönnerta ve filmu Past (1950). Následovala celá řada více či méně zajímavých filmových rolí. Další výraznou rolí se stal polesný Paleček, titulní postava ve filmu Král Šumavy (1959) režiséra Karla Kachyni. Samostatnou kapitolou jeho filmové práce se stala dlouholetá spolupráce s režisérem Karlem Zemanem. Když začal Karel Zeman připravovat svůj druhý hraný celovečerní film Vynález zkázy (1958) a hledal vhodného interpreta pro roli hraběte Artigase, pozval si na kamerové zkoušky do Gottwaldova na základě jeho předchozích filmových prací i Miloslava Holuba. Výsledkem zkoušky byla uzavřená smlouva a začátek dlouholeté spolupráce, která postupně přerostla v přátelství. Miloslav Holub je jediným českým hercem, který se objevil takřka ve všech hraných filmech tohoto filmového tvůrce. Vedle již zmíněného Vynálezu zkázy jsou to Baron Prášil (1962), Bláznova kronika (1964), Ukradená vzducholoď (1966) a Na kometě (1970). O osobě Karla Zemana a jeho práci se vyjádřil takto: 
Zeman jako režisér vždy přesně věděl, co chce. A na splnění své představy trval až s neúprosnou svéhlavostí. Obdivuji se osobitému způsobu, jak z herce doslova „doloval“ realizaci svého záměru. Vážím si taktu, citlivosti, pochopení a trpělivosti, a hlavně Zemanova nesmírně lidského vztahu k herci. Tento režisér má herce rád. Věří jim. I při přísné zákonitosti a přesnosti, kterou vyžaduje žánr jeho filmů, ponechává herci svobodu uměleckého projevu. Nikdy nepřekrucoval či nekřivil hercův rukopis. Zůstává pro mne oním nedostižným divotvůrcem, který celou svou osobností, svou přirozenou prostotou a neokázalostí oddaně slouží celuloidovému pásku I při své světovosti zůstal Zeman náš – český. Nejen proto, že odmítal lákavé nabídky ciziny, která nám ho tolik závidí, ale především proto, že nezapřel ani v jednom z těch tisíců a statisíců filmových okének to, co ho poutá k této zemi, k její řeči, písním, něze a kráse. Vůně a dech naší země prostupují celé jeho dílo. Na jedné straně velký mág, kouzelník všech kouzelníků, na straně druhé neuvěřitelně prosté dítě. 

Na konci šedesátých let spolupracoval na dvou filmech, které na dalších dvacet let skončily v trezoru a do distribuce se dostaly až po listopadu 1989. Prvním z nich je hraný debut české dokumentaristky Drahomíry Vihanové Zabitá neděle (1969), druhým pak komorní psychologické drama Ucho (1970) režiséra Karla Kachyni. Poslední filmovou rolí Miloslava Holuba se stal soused Domorák ve slovenském hudebním filmu Fontána pro Zuzanu (1985). V roce 1987 se na plátnech kin objevil ještě snímek Juraje Jakubiska Pehavý Max a strašidlá, který je však pouze filmovou verzí sedmidílného televizního seriálu Teta.
Když v posledním dni roku 1955 zahajovalo vysílání ostravské studio Československé televize byl Miloslav Holub prvním umělcem, který se objevil na televizní obrazovce. Vysílání zahájil přednesem básně Petra Bezruče Ostrava. Na své televizní začátky zavzpomínal v roce 1966 v rozhovoru pro Týdeník Československá televize:
Začátky televize v Ostravě byly jedním slovem primitivní. Byla to taková obrozenecká doba Tylova. Snad jen s tím rozdílem, že žebřiňák jsme vyměnili za nákladní auto s plachtou, ve kterém cestovali do studia praktikábly, kulisy, kamery, kameramani a taky herci. Pamatuji se na to velmi živě, protože první setkání jsou nejtrvalejší. Víte, že jsem byl prvním profesionálním hercem v ostravském studiu? První den vysílání před deseti lety jsem před kamerami recitoval báseň Petra Bezruče Ostrava. Těšil jsem se na to pro pocit, který by měl být nějaký abnormální. Dosud nepoznaný. Nebyl. Studio jako v rozhlase, kamery a světla jako ve filmu, a tak to přece nebylo pro mne nic nového. 

## Divadelní tvorba

### Divadelní role
Městské divadlo Pardubice
- 1946 Edmond Rostand: Cyrano z Bergeracu, titulní role, režie Milan Svoboda

Svobodné divadlo Brno
- 1948 Lope de Vega: Sedlák svým pánem, titulní role, režie Jaroslav Novotný
- 1948 František Rachlík: Lobo – Kulový král, Berta Lobo, režie Miroslav Pavlovský
- 1948 Agatha Christie: Deset malých černoušků, Sir Wargrave, režie Libor Pleva
- 1948 Alexej Fajko: Můj přítel kapitán, Kostrov, režie Jaroslav Novotný
- 1948 Frank Wollman: Velká Morava (Mojmír-Rastislav-Svatopluk), Rastislav, režie Jaroslav Novotný
- 1948 Armand D'Usseau, John Gow: Hluboké kořeny, Elsworth Langdon, režie Libor Pleva
- 1949 Alexej Nikolajevič Arbuzov: Šest zamilovaných, Gajdar, režie Oskar Linhart
- 1949 Karel Dvořák: Člověk Zaňka, Drozdílek, režie Jaroslav Novotný
- 1949 Ilja Grigorjevič Erenburg: Lev na náměstí, François, režie Libor Pleva
- 1949 Emil František Burian: Krčma na břehu, Hajný, režie Libor Pleva

Státní divadlo v Ostravě
- 1949 František Rachlík: Žižka (Hodina předjitřní), Jiřink, režie Antonín Kurš
- 1950 Jiří Mahen: Janošík, Hrajnoha, režie Luboš Pistorius
- 1951 Maxim Gorkij: Vassa Železnovová, Chrapov, režie Miloš Hynšt
- 1952 Friedrich Schiller: Úklady a láska, Von Walter, režie Jiří Dalík
- 1952 Bratři Mrštíkové: Maryša, Vávra, režie Bronislav Křanovský
- 1953 Alois Jirásek: Jan Roháč, titulní role, režie Jiří Dalík
- 1956 Maxim Gorkij: Měšťáci, Tetěrev, režie František Salzer
- 1957 František Kožík: Největší z pierotů, Polignac, režie Miloš Hynšt
- 1958 Ivo Vojnovič: Smrt matky Jugovičů, Guslar, režie Miloš Hynšt
- 1959 František Hrubín: Srpnová neděle, Pan Vach, režie Otomar Krejča
- 1960 Jan Drda: Dalskabáty, hříšná ves aneb Zapomenutý čert, Ichthuriel, režie Aleš Podhorský
- 1961 Peter Karvaš: Antigona a ti druzí, Herhardt Krone, režie Josef Janík
- 1962 Alexandr Nikolajevič Ostrovskij, I chytrák se spálí, Krutický, režie Karel Novák
- 1963 Michail Bulgakov: Molière, titulní role, režie Radim Koval
- 1964 Peter Karvaš: Velká paruka, Generál, režie Josef Palka
- 1965 George Bernard Shaw: Svatá Jana, Petr Cauchon, režie Radim Koval
- 1966 Maxim Gorkij: Letní hosté, Suslov, režie Radim Koval
- 1967 Ladislav Stroupežnický: Naši furianti, Filip Dubský, režie Jiří Nesvadba
- 1968 Molière: Tartuffe, Orgon, režie Bedřich Jansa
- 1969 Friedrich Dürrenmatt: Král Jan, Pandulfo, režie Bedřich Jansa
- 1970 Carlo Goldoni: Vzhůru na letní byt, Filippo, režie Bedřich Jansa
- 1971 Eugene O'Neill: Ach, ta léta bláznivá!, Nat Miller, režie Jan Zajíc
- 1972 Fráňa Šrámek: Léto, Farář Hora, režie Bedřich Jansa
- 1973 Jan Drda: Hrátky s čertem, Sarka-Farka, režie Bedřich Jansa
- 1974 Ján Kákoš: Dům pro nejmladšího syna, Otec Demeter, režie Bedřich Jansa
- 1975 Vojtěch Martínek, Jan Havlásek (dramatizace): Jakub Oberva, titulní role, režie Alois Müller
- 1976 Zbyšek Malý: Druhý konec tmy, Otec, režie Bedřich Jansa
- 1977 Robert Bolt: Ať žije královna, Walsingham, režie Radim Koval
- 1977 Edmond Rostand: Cyrano z Bergeracu, Monfleury, režie Jan Kačer
- 1978 George Bernard Shaw: Živnost paní Warrenové, Samuel Gardner, režie Bedřich Jansa
- 1979 William Shakespeare: Komedie masopustu, Malvolio, režie Bedřich Jansa
- 1980 Jiří Šotola: Cesta Karla IV. do Francie a zpět, titulní role, režie Bedřich Jansa
- 1981 Jaroslav Hašek, E. F. Burian (dramatizace): Dobrý voják Švejk, Policejní rada, režie Bedřich Jansa
- 1982 Peter Barnes: Čtrnáctý hrabě Guerney, 13. hrabě Guerney, režie Bedřich Jansa
- 1983 Tennessee Williams: Sestup Orfeův, Kouzelník, režie Radim Koval
- 1983 Jacques Offenbach: Krásná Helena, Jupiter, režie Bedřich Jansa
- 1984 Félicien Marceau: Vajíčko, Strýc z Montaubanu, režie Bedřich Jansa
- 1984 William Shakespeare: Richard II., John Gaunt, režie Radim Koval
- 1987 Alois Jirásek: Lucerna, vodník Ivan, režie Miroslav Vildman
- 1988 William Shakespeare: Hamlet – princ dánský, 1. herec, režie Bedřich Jansa
- 1989 Friedrich Dürrenmatt: Frank Pátý, Moser, režie Bedřich Jansa

Městské a oblastní divadlo Kolín
- 1953 William Shakespeare: Večer tříkrálový aneb Cokoli chcete, Valentino j. h. (alternace Miroslav Mokošín), režie Karel Dostal
- 1954 Josef Kajetán Tyl: Chudý kejklíř aneb Noční navštívení, Holásek j. h., režie Vojta Záhořík
- 1955 Tirso de Molina: Milovat není jen mít rád, Blas Serano j. h. (alternace Miloslav Vojta), režie Pavel Rímský

### Divadelní režie
- 1946 George Bernard Shaw: Pygmalion, Východočeské divadlo
- 1947 Moliere: Zdravý nemocný, Východočeské divadlo
- 1947 Karel Čapek: R. U. R., Východočeské divadlo
- 1947 John Steinbeck: O myších a lidech, Východočeské divadlo
- 1947 Ladislav Stroupežnický: Naši furianti, Východočeské divadlo
- 1948 Ivan Stodola: Král Svatopluk, Východočeské divadlo
- 1948 Leonid Leonov: Obyčejný člověk, Východočeské divadlo
- 1950 Alexej Nikolajevič Arbuzov: Šest zamilovaných, Státní divadlo Ostrava
- 1950 Armand D'Usseau, John Gow: Hluboké kořeny, Státní divadlo Ostrava
- 1950 Štefan Králik: Buky pod Polanou, Státní divadlo Ostrava
- 1951 Nikolaj Vasiljevič Gogol: Revizor, Státní divadlo Ostrava
- 1955 Fráňa Šrámek: Léto, Státní divadlo Ostrava
- 1955 Julius Kalaš: Mlynářka z Granady, Státní divadlo Ostrava
- 1956 Josef Bohuslav Foerster, Gabriela Preissová: Eva, Státní divadlo Ostrava
- 1956 Karel Čapek: Loupežník, Státní divadlo Ostrava
- 1957 Guy de Maupassant, Fritz Hochwälder (dramatizace): Tlustý anděl z Rouenu, Státní divadlo Ostrava

## Filmová, televizní a ostatní tvorba

### Filmové role
- 1947 Uloupená hranice – poštmistr Johann Zeisler
- 1949 Pan Habětín odchází – inženýr Havlík
- 1949 Dýmka míru – konstruktér Vsevolod Jefimovič Karkov
- 1950 Poslední výstřel – inženýr Botur
- 1950 Zocelení – vedoucí provozu inženýr Kotrna
- 1950 Past – gestapák kriminální rada Anton Dönnert
- 1951 Akce B – banderovec Burlak
- 1952 Únos – agent Ervín Šimáček, Prokopův asistent
- 1953 Olověný chléb – dílovedoucí v Kodymce Pešek
- 1953 Pole neorané – inženýr
- 1955 Jan Žižka – vyslanec osmanské říše
- 1955 Tanková brigáda – ministr Němec
- 1958 Vynález zkázy – vůdce pirátů hrabě Artigas
- 1959 Život pro Jana Kašpara – dispečer Bartoš
- 1959 Král Šumavy – polesný Paleček
- 1960 Páté oddělení – inženýr Hůrka
- 1960 Práče – major Kubeš
- 1961 Kotrmelec – strážný
- 1962 Baron Prášil – velitel nepřátelského vojska
- 1964 Bláznova kronika – verbíř Matyáš z Babic zvaný Matěj
- 1965 Úplně vyřízený chlap – mistr Kežmar
- 1966 Ukradená vzducholoď – prokurátor Dufek, otec Tomáše
- 1967 Automat na přání – komisař policie
- 1968 Žirafa v okně – kapitán VB Malíček
- 1968 První třída – školní inspektor
- 1968 A přece se létá – muž
- 1969 Zabitá neděle – vrátný (pouze hlas)
- 1970 Svatby pana Voka – mlynář
- 1970 Na kometě – Hikmet
- 1970 Ucho – ruský generál
- 1971 Klíč – tiskař Jankovský
- 1974 Sedmého dne večer – Vávra, Martanův předchůdce
- 1977 Hněv – starý horník Karbaš zvaný Rozbuška
- 1978 Město mé naděje – herec-Montfleury
- 1978 Skandál v Gri-Gri baru – předseda sociálně demokratické strany Němec
- 1980 Hra o královnu – uherský král Béla IV.
- 1981 Každému jeho nebe – herec Marek, Xenin otec
- 1985 Zastihla mě noc – starosta
- 1985 Fontána pro Zuzanu – soused Domorák
- 1987 Pehavý Max a strašidlá – starosta

### Televizní dramatické role
- 1961 Všichni moji synové – role neurčena
- 1962 Černé démanty – role neurčena
- 1966 Co nás dělí – strojvůdce Wilf Crowther
- 1966 Není doba pro zupáky aneb patálie seržanta Kinga – generál Bush
- 1966 Hurá do Paříže – bohatý statkář Colladan
- 1974 Haldy (seriál) – role neurčena
- 1977 Děti mají zpívat – Beutel
- 1978 Stříbrná pila (seriál) – role neurčena
- 1978 Sedm služeb čerta Bonifáce (seriál) – vypravěč (hlas)
- 1979 Ženich mezi dveřmi – vrátný Klofan
- 1979 Ohrožené město – role neurčena
- 1979 Objev – role neurčena
- 1979 Tybys (seriál) – Kos
- 1980 Přátelé Zeleného údolí (seriál) – oborník
- 1980 Bakaláři 1980: Seděli jsme spolu v lavici – učitel (povídka Jíška)
- 1980 Postel s nebesy (seriál) – Humberger
- 1980 Bez ženské a bez tabáku (seriál) – hostinský
- 1983 Bakaláři 1983: V důchodu začíná všechno znova – vrátný Gusta (povídka Žárlivec)
- 1983 Plamen a dým – Laube
- 1983 Stavy rachotí (seriál) – Jan Postava
- 1983 Sólo – role neurčena
- 1983 Stříbrný smrček – Filip
- 1984 Když slunce ztratí sílu léta – role neurčena
- 1985 Několik životů – strýc Rudolf
- 1986 Velké sedlo (seriál) – ředitel mlékárny
- 1986 Bakaláři 1986: Přítel v nouzi – důchodce (povídka Maratón)
- 1986 Ďáblovy peníze – role neurčena
- 1988 Teta (seriál) – starosta
- 1988 Malé dějiny jedné rodiny (seriál) – role neurčena
- 1988 Dědek – role neurčena
- 1989 Jak překročit Rubikon – Černý

### Rozhlasové dramatické role
- 1954 Západní hranice – otec Vincenc Kostalský
- 1957 Závod ve stínu – inženýr Márius
- 1958 Případ středního záložníka – docent Kabeláč
- 1965 Ruský les – Vichrov
- 1974 Chuďas bohatýr – císař František I
- 1975 Bílý tesák – Matt

## Ocenění
- 1954 vyznamenání Za vynikající práci
- 1954 Cena města Ostravy
- 1965 titul zasloužilý umělec
- 1986 Řád práce
- 1988 titul národní umělec
- 1993 cena Senior Prix